# ダン・タム

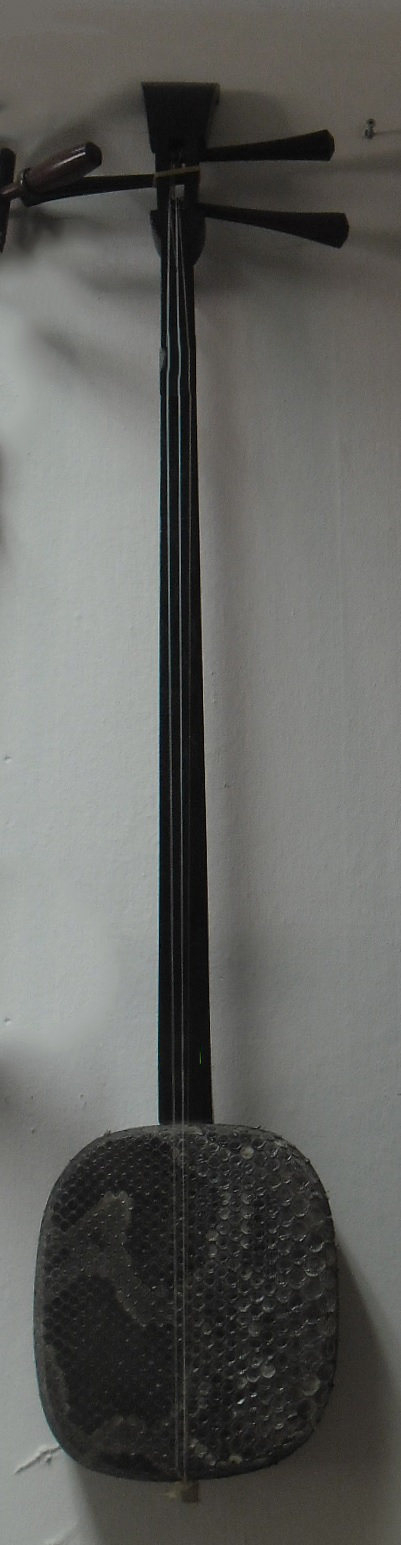
ダン・タム

ダン・タム（ベトナム語：đàn tam / 彈三）はベトナムの民族楽器の一つである。フレットのない3弦の楽器である。タムは漢越詞（漢語由来のベトナム語語彙）で三を意味する。棹は長く、指板には可動式のフレットが一つある。角の丸い長方形の共鳴胴は、伝統的にヘビの皮で覆われる。中華人民共和国の三弦に似る。演劇ハット・トゥオンの中で用いられる。